# Cacatualepis
Cacatualepis è un genere estinto di pesci ossei appartenente alla famiglia Coccolepididae, vissuto tra il Giurassico superiore e il Cretaceo inferiore in quella che oggi è l’Australia.

## Descrizione
I pesci del genere Cacatualepis avevano un corpo fusiforme, ed erano caratterizzati da piccole tuberosità sparse su alcune ossa del cranio. Le mascelle, superiori e inferiori, erano lunghe e sottili anteriormente, spesso leggermente sporgenti rispetto al muso. Ogni mascella presentava due file di denti: una interna, con denti alti e separati, e una esterna, con denti minuti e ravvicinati.
La mascella mostrava una piastra posteriore ingrandita. Opercolo, subopercolo, gola e raggi branchiostegali erano caratterizzati da solchi concentrici bassi. L’antorbitale era piccolo, triangolare, con canali a forma di Y rovesciata. Il supracleitro era ampio e inclinato obliquamente, intersecandosi con un cleitro più piccolo con un angolo vicino ai 90°. L’opercolo era di dimensioni uguali o leggermente inferiori al subopercolo. Il preopercolo era stretto e adiacente al dermoialo. Una spina era presente nella pinna pettorale. La pinna dorsale era posta a metà del margine dorsale, nel punto di massima profondità del corpo. Il lobo dorsale della pinna caudale aveva sei file di scaglie ganoidi romboidali. La linea laterale si curvava posteriormente verso l’alto, entrando nel lobo dorsale della pinna caudale. I fulcri marginali erano presenti solo sulla pinna caudale.

## Classificazione
I fossili di Cacatualepis provengono da due località australiane: il Talbragar Fossil Fish Bed (Giurassico superiore) in Nuovo Galles del Sud, con la specie Cacatualepis australis, e il Koonwarra Fossil Bed (Cretaceo inferiore) nello stato di Victoria, con la specie C. woodwardi. 

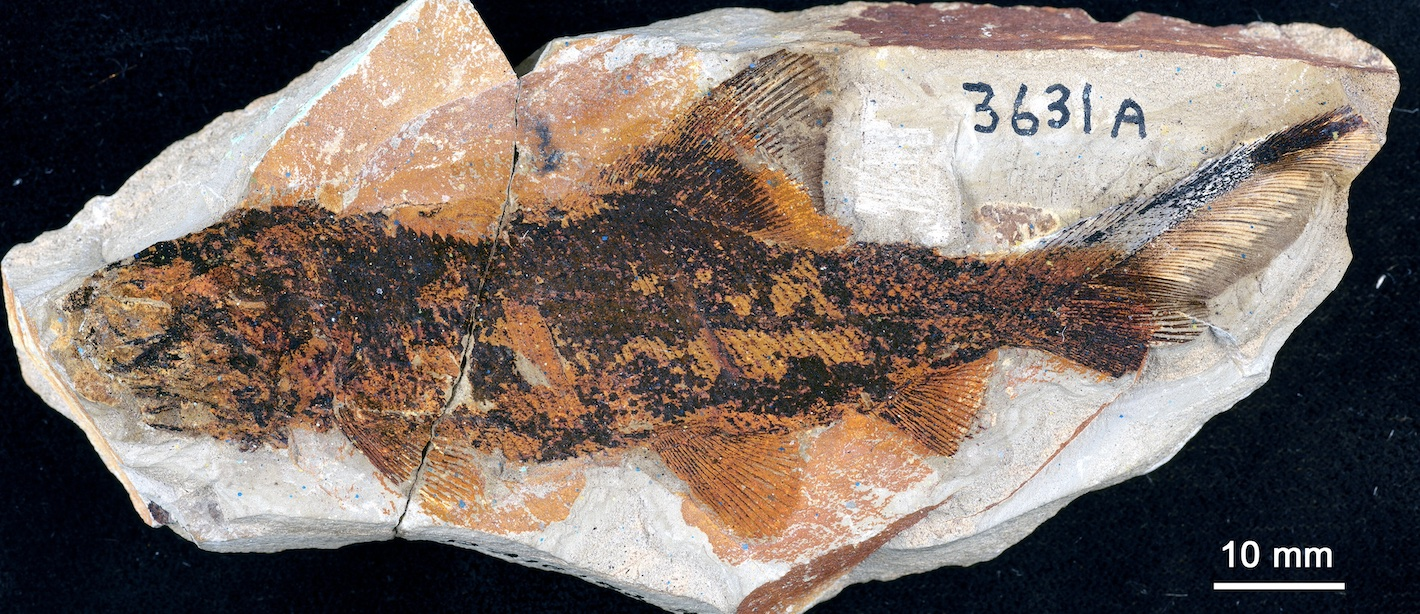
Fossile di Cacatualepis woodwardi

Inizialmente, i fossili erano attribuiti al genere Coccolepis; la prima specie a essere descritta è stata Coccolepis australis, da Woodward, nel 1895. Successivamente Waldman nel 1971 descrisse la specie Coccolepis woodwardi proveniente da Koonwarra. Nel 2019 C. woodwardi venne attribuito con qualche dubbio al genere Condorlepis, tipicamente sudamericano. Solo nel 2025, con uno studio comparato riguardante gli esemplari delle due specie australiane, fu possibile stabilire le affinità tra queste due specie rispetto agli altri coccolepididi, e fu quindi istituito il genere Cacatualepis, considerato effettivamente affine a Condorlepis.

## Paleoecologia e paleobiologia
Cacatualepis australis è stato ritrovato nel Talbragar Fossil Fish Bed, un deposito d'acqua dolce del Giurassico superiore, probabilmente un antico billabong soggetto a inondazioni periodiche. L’area era circondata da foreste di cicadee e conifere, e non mostra segni di siccità prolungate. Al momento della sua formazione, il sistema fluviale scorreva verso nord. I sedimenti sono fini, con tracce di flusso e occasionali strati sottili di cenere vulcanica, che potrebbero indicare eventi di mortalità di massa; questi eventi potrebbero essere stati causati anche da fioriture algali o alluvioni stagionali.
La morfologia delle mascelle di C. australis suggerisce una dieta carnivora, ma non durofaga. La presenza di esemplari giovani in diversi stadi di sviluppo (ontogenesi) indica che il billabong Talbragar offriva condizioni stabili per la riproduzione, come documentato anche per Archaeomaene e Cavenderichthys, altri due pesci rinvenuti nella formazione.
Sia C. australis che C. woodwardi sono noti da pochi esemplari; ciò suggerisce che non permanessero a lungo nello stesso luogo. Al contrario, Cavenderichthys è rappresentato da centinaia di individui. È evidente che la riproduzione avveniva sia nel billabong di Talbragar sia nel Koonwarra Fossil Bed, ma è possibile che gli adulti vivessero altrove. Sembra che la famiglia Coccolepididae si sia evoluta dal Giurassico inferiore (Sinemuriano) fino al Cretaceo inferiore (Barremiano–Albiano), inizialmente in ambienti marini, poi in acque dolci.
Il Koonwarra Fossil Beds, invece, è stato interpretato come un lago con sedimenti fini laminati e stratificazione ciclica. Situato a paleolatitudini elevate, potrebbe aver ricevuto sedimenti fini da aree glaciali. Datazioni recenti con zirconi detritici indicano un’età massima di circa 114,1 milioni di anni (Aptiano superiore).
Le faune ittiche dei due siti mostrano affinità: Wadeichthys (Koonwarra) è imparentato con Archaeomaene (Talbragar); Waldmanichthys (Koonwarra) con Cavenderichthys (Talbragar); e infine, C. australis (Talbragar) e C. woodwardi (Koonwarra) sono entrambi coccolepididi.